# 塔拉斯普

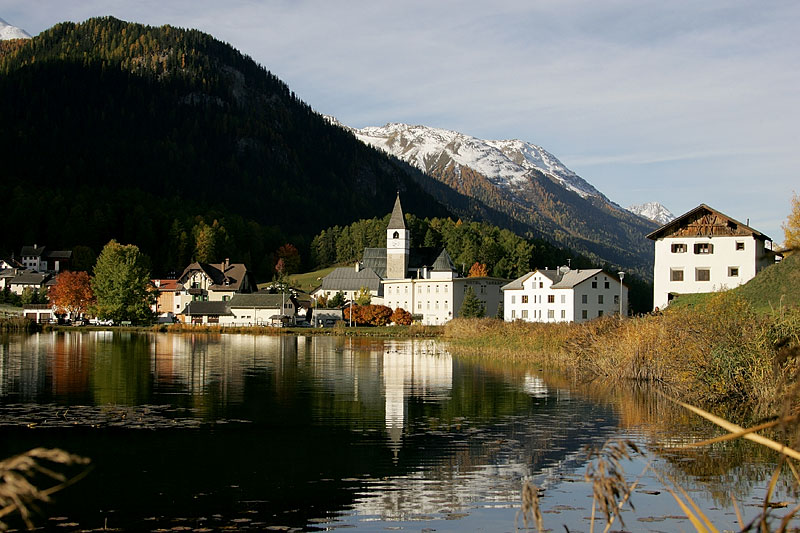

塔拉斯普是瑞士的城鎮，位於該國東部，由格勞賓登州負責管轄，面積46.99平方公里，海拔高度1,403米，2011年人口348，人口密度每平方公里7人。
城内的山顶坐落着雄伟的塔拉斯普城堡。